# Henham (Suffolk)
Henham is een buurtschap, voormalig gehucht en voormalig civil parish in het bestuurlijke gebied Waveney, in het Engelse graafschap Suffolk. In 1870-72 telde het gehucht 161 inwoners. Henham werd met Wangford samengevoegd tot het civil parish Wangford with Henham.